# Andrena transitoria
Andrena transitoria är en biart som beskrevs av Morawitz 1871. Andrena transitoria ingår i släktet sandbin, och familjen grävbin. Inga underarter finns listade i Catalogue of Life.